# Asambleas presidenciales del Partido Demócrata de 2008 en Minnesota
Las Asambleas demócratas de Minnesota, 2008 fueron el 5 de febrero de 2008.

## Candidatos
- Hillary Clinton
- Mike Gravel
- Barack Obama

Los candidatos Joe Biden, Chris Dodd, Dennis Kucinich, Bill Richardson, y John Edwards se retiraron antes de las asambleas demócratas de Minnesota.

### Dinero recogido de Minnesota
| Candidato       | Dinero recogido (US$) |
| --------------- | --------------------- |
| Joe Biden       | $11,290               |
| Hillary Clinton | $630,361              |
| Chris Dodd      | $63,130               |
| John Edwards    | $218,697              |
| Mike Gravel     | $500                  |
| Dennis Kucinich | $9,640                |
| Barack Obama    | $614,569              |
| Bill Richardson | $82,094               |

## Proceso
De los 88 delegados, 72 fueron asignados basado en el resultado de las asambleas. Para que un candidato pueda obtener un delegado, debe de tener el apoyo de al menos el 15% en los precintos, distritos congresionales, y a nivel estatal.
A diferencia de otras asambleas, no hay ningún reajuste de los grupos inviables, y los resultados son obligatorios para los delegados.
En las asambleas de Minesota hubo alrededor de 4 mil urnas para las asambleas. Los ciudadanos de Minesota que son elegibles para votar en las elecciones de noviembre, y no son miembros activos de otros partidos como el Partido Demócrata de Agricultores y están de acuerdo con los principios del partido, pudieron participar en las asambleas. La asamblea incluyó a una primaria presidencial de preferencia, en la cual los votantes dan su voto secreto para los candidatos presidenciales. Estos resultados son contados y usados para elegir a 47 delegados de cada uno de los 8 distritos congresionales en la cual son los siguientes:
| Distrito Congresional | Delegados regulares |
| --------------------- | ------------------- |
| 1.º                   | 5                   |
| 2.º                   | 5                   |
| 3.º                   | 6                   |
| 4.º                   | 7                   |
| 5.º                   | 8                   |
| 6.º                   | 5                   |
| 7.º                   | 5                   |
| 8.º                   | 6                   |
| Total                 | 47                  |

## Pre-asambleas, predicciones, y encuestas
Las encuestas muestran una elección muy reñida.
| Candidato       | Sept. 18-23, 2007 | Ene. 18-27, 2008 |
| --------------- | ----------------- | ---------------- |
| Hillary Clinton | 47%               | 40%              |
| Barack Obama    | 22%               | 33%              |
| John Edwards    | 16%               | 12%              |

## Resultados
Nota para el siguiente cuadro:
- Por defecto, los candidatos están ordenados por la mayoría de votos. Suspendido o los candidatos que se retiraron están subrayados en negrita.
- 92.60% de los distritos reportados

| Candidato        | Votos   | Percentage | Delegados regulares de las asambleas por distritos | Delegados regulares por los resultados estatalmente | Delegados | Porcentajes |
| ---------------- | ------- | ---------- | -------------------------------------------------- | --------------------------------------------------- | --------- | ----------- |
| Barack Obama     | 141,527 | 66.47%     | -                                                  | -                                                   | 48        | 67%         |
| Hillary Clinton  | 68,442  | 32.15%     | -                                                  | -                                                   | 24        | 33%         |
| John Edwards†    | 978     | 0.46%      | -                                                  | -                                                   | 0         | 0%          |
| Dennis Kucinich* | 361     | 0.17%      | -                                                  | -                                                   | 0         | 0%          |
| Joe Biden*       | 129     | 0.06%      | -                                                  | -                                                   | 0         | 0%          |
| Bill Richardson* | 81      | 0.04%      | -                                                  | -                                                   | 0         | 0%          |
| Chris Dodd*      | 76      | 0.04%      | -                                                  | -                                                   | 0         | 0%          |
| Frank Lynch      | 16      | 0.01%      | -                                                  | -                                                   | 0         | 0%          |
| Indecisos        | 1,304   | 0.61%      | -                                                  | -                                                   | 0         | 0%          |
| Total            | 212,914 | 100%       | 47                                                 | 25                                                  | 72        | 100%        |

†El candidato ha suspendido su candidatura a la presidencia antes de las asambleas de Minnesota.

*Candidato se ha retirado.